# Kościół i klasztor Franciszkanów w Jaśle

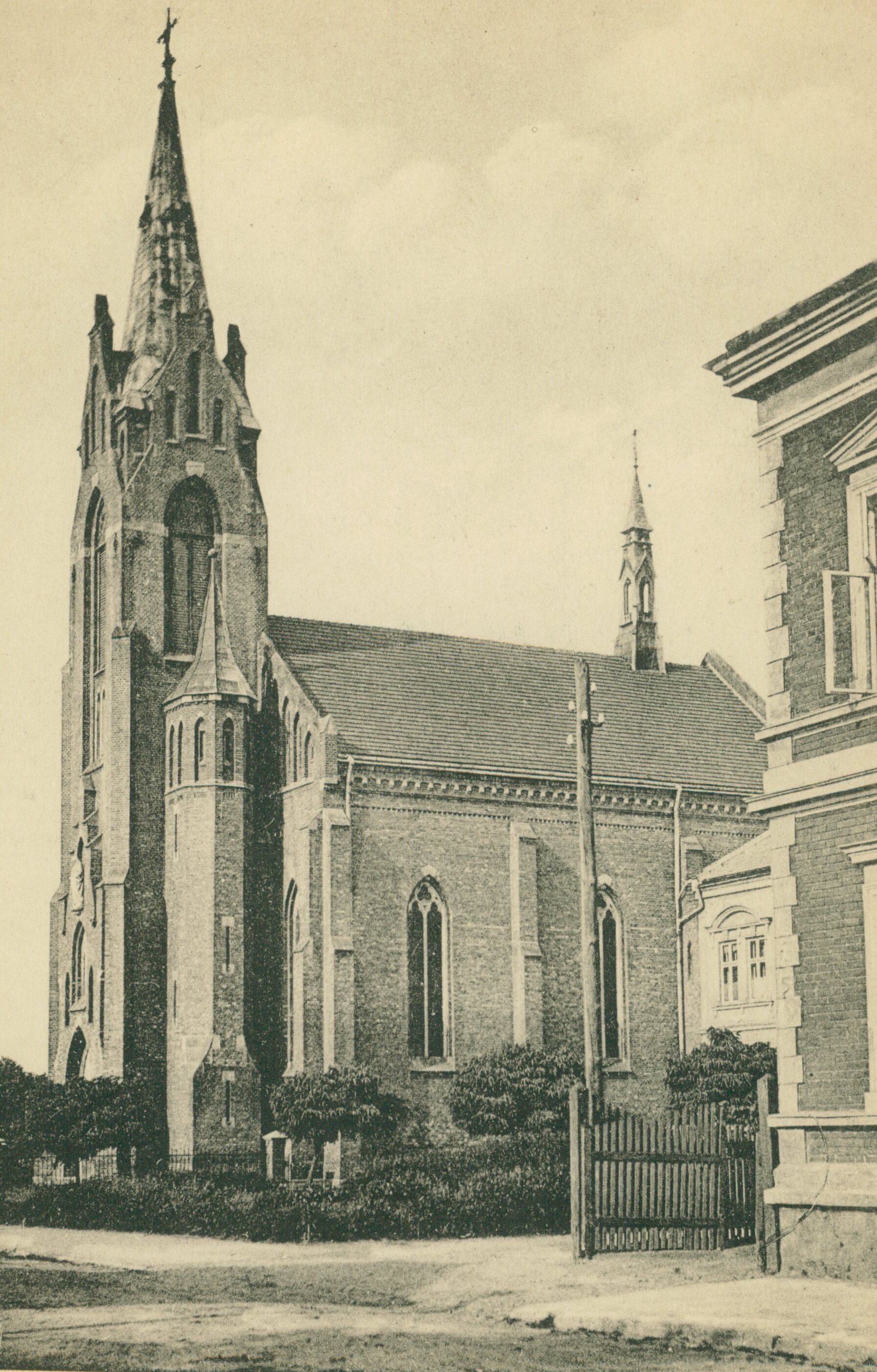
Widok pierwszego kościoła

Kościół i klasztor Franciszkanów w Jaśle – kościół i zespół klasztorny w Jaśle. Podlega franciszkańskiej Prowincji św. Antoniego z Padwy i bł. Jakuba Strzemię Zakonu Braci Mniejszych Konwentualnych w Krakowie.

## Historia
Zakonnicy franciszkańscy pojawili się w Jaśle w październiku 1899. W tym roku konwent powołał prowincjał o. Benigny Chmura.

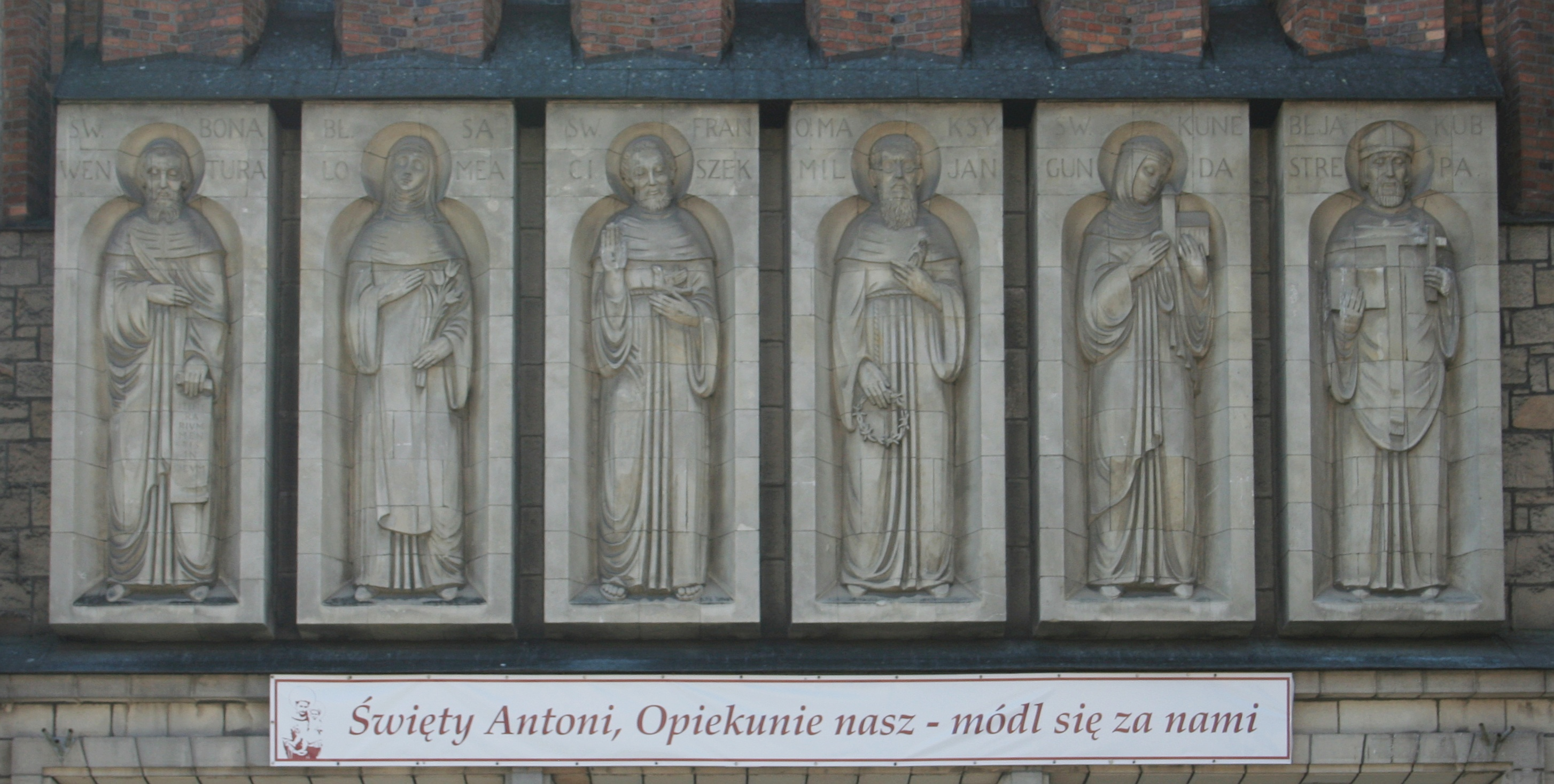
Fasada kościoła - postacie świętych

Początkowo mieszkali w wynajętej kamienicy, a później zakupili inną i tam się przenieśli. Nabożeństwa odprawiali początkowo w kościele gimnazjalnym. Klasztor założono wykorzystując darowaną celowo w testamencie przez ks. Jana Mazurkiewicza kwotę 15 tys. złr. Od 1903 do 1904 wybudowano własny kościół u zbiegu ulic Władysława Jagiełły wzgl. Długiej i Adama Mickiewicza. 31 grudnia 1904 został poświęcony wybudowany kościół. W głównym ołtarzu znajdowała się figura św. Antoniego (wykonał ją Antoni Popiel). Od 1906 franciszkanie zamieszkiwali w zakupionym domu przy kościele. 27 lutego 1907 świątynia została erygowana. Jej patronem został św. Antoni Padewski.
Do początku lat 30. XX wieku klasztor jasielski (tak jak inne franciszkańskie konwenty na Podkarpaciu) podlegał prowincji we Lwowie, a następnie został podporządkowany prowincji w Krakowie.
Podczas II wojny światowej w trakcie nadejścia frontu wschodniego kościół został zniszczony – według różnych wersji w wyniku działań Armii Czerwonej lub Niemców. Po wojnie kaplica została ustanowiona w klasztorze przy ul. A. Mickiewicza 4. Nowy klasztor budowano w latach 1948-1952. Po odwilży z 1956 uzyskano od władz PRL pozwolenie na budowę nowego kościoła, który budowano w latach 1957-1963 u zbiegu ulic 3 Maja i Fryderyka Szopena. Projektantem budynku był Zbigniew Kupiec. Kościół został poświęcony 6 października 1963. Do 1975 w prezbiterium stała figura św. Antoniego. W tymże roku przebudowano ołtarze boczne. Figura św. Antoniego trafiła do nawy. W 1969 na wieży zawieszono 3 dzwony - dwa z Odlewni dzwonów Jana Felczyńskiego oraz jeden zabytkowy, z roku 1933, odlany w Odlewni dzwonów Karola Schwabe. Mają tony h', a', e'. W latach 70. umieszczono organy. 11 maja 1980 biskup przemyski Ignacy Tokarczuk konsekrował kościół.
Od 23 lutego 1969 funkcjonuje parafia św. Antoniego Padewskiego (wydzielona z parafii farnej). Pod koniec lat 80. podjęto rozbudowę klasztoru.
27 marca 1996 św. Antoni Padewski został ustanowiony patronem miasta Jasła. Dekretem z 1 stycznia 1997 biskupa Kazimierza Górnego z dniem ustanowił w kościele Sanktuarium św. Antoniego Padewskiego. 1 października 1998 rozpoczęły się łączone obchody 100-lecia przybycia franciszkanów do Jasła oraz 30-lecia istnienia parafii.

## Upamiętnienie
Do 1988 w kościele ustanowiono 18 tablic pamiątkowych upamiętniających poległych, pomordowanych i zmarłych mieszkańców Jasła: jedna ku czci poległych żołnierzy Wojska Polskiego, jedna ku czci ofiar wojny i terroru, dwie honorujące mjr. Henryka Dobrzańskiego oraz 14 tablic na cześć indywidualnych osób (np. pamięci gen. Tadeusza Klimeckiego).

## Zakonnicy
Niekompletna lista przełożonych:
- o. Samuel Rajss (przełożony rezydencji od 1899 do ok. 1901)[12][13][5]

Gwardiani rezydencji
- o. Alojzy Karwacki (od ok. 1901 do ok. 1902)[14]
- o. Feliks Bogaczyk (od 9 II 1902 do 1908)[15][16][17][18][19][20][21][22][23][24]

Gwardiani konwentu
- o. Joachim Ruszel (od ok. 1908 do ok. 1910)[25][26][27][28]
- o. Szymon Łaś (od ok. 1910)[29][30][31][32][33][34][35][36][37][38][39][40][41]
- o. Marceli Szuber (do 1927)[42][43]
- o. Wiktor Turek (od ok. 1927)[44][45]
- o. Wawrzyniec Pomianek (od ok. 1927)[46][47][48][49]
- o. Konstanty Onoszko (od 1936 do 1937)[50][51]
- o. Celestyn Gacek (ok. 1969)[5]
- o. Zbigniew Makuch (do 2008)[52]
- o. Krzysztof Kozioł (2008–2016)
- o. Paweł Sroka (2016–2024)
- o. Łukasz Pazgan (od 2024)

W klasztorze jasielskim przebywali zakonnicy: o. Peregryn Haczela, o. Ludwik Szetela.